# Мајк Биби
Мајкл Биби (енгл. Michael Bibby; Чери Хил, Њу Џерзи, 13. мај 1978) је бивши амерички кошаркаш. Играо је на позицији плејмејкера.

## Успеси

### Појединачни
- Идеални тим новајлија НБА — прва постава: 1998/99.

### Репрезентативни
- Америчко првенство:  2003.